# Jacaranda Alfaro
Jacaranda Alfaro es una actriz mexicana de cine, televisión  y teatro, reconocida por sus apariciones en películas de ese país desde comienzos de la década de 1980 hasta mediados de la década de 2000.

## Carrera
Alfaro inició su carrera en el cine mexicano con una pequeña participación en la película de 1980 Buscando un campeón, dirigida por Rodolfo de Anda. Dos años más tarde apareció en tres episodios de la serie de televisión No empujen. Entre 1985 y 1987 hizo parte del reparto en las telenovelas Tú o nadie, De pura sangre y La indomable. Retornó al cine en Días de violencia (1987), dirigida por José Luis Urquieta y compartiendo escena con Gregorio Casal, Fernando Casanova y Claudia Guzmán.
Tras su actuación en la popular telenovela Rosa salvaje, donde interpretó a Irma del Gado en 10 episodios, Alfaro actuó en más de 40 producciones cinematográficas en su país, compartiendo reparto con actores importantes de la escena en las décadas de 1980 y 1990 como Alfonso Zayas, Lina Santos, César Bono y Lorena Herrera. En la década de 2000 la actriz hizo parte del reparto de la telenovela Atrévete a olvidarme (2001) en el papel de Ludivina, y apareció en las películas Comando M-5 (2002) e Internado para señoritas (2003).

## Vida privada
Estuvo casada y tuvo un hijo con Felipe Alfasa (nacido en 1997). Alfaro es una activista del movimiento LGBT.

## Filmografía

### Cine
- 2003 - Internado para señoritas
- 2002 - Comando M-5
- 2000 - El regreso de Camelia la Chicana
- 1999 - Bill Gritón vs Mónica del Whisky
- 1999 - La banda del TransAm rojo
- 1999 - Los verduleros atacan de nuevo
- 1998 - La marca del Alacrán (El Hombre de Medellín IV)
- 1998 - Juan Camaney en Acapulco
- 1997 - Rodeo del crimen
- 1995 - Fotografiando la muerte
- 1995 - Prieto, chaparro y panzón
- 1993 - Repartidores de muerte
- 1993 - El báculo de pioquinto
- 1992 - De naco a millonario
- 1992 - La blazer blindada 2
- 1992 - Los verduleros 3
- 1991 - El arte de poner los cuernos
- 1991 - Pecado original
- 1991 - Dos nacos en el planeta de las mujeres
- 1991 - El Chile
- 1991 - Narcosatánicos diabolicos
- 1991 - Asalto mortal
- 1991 - La isla de los alacranes II
- 1991 - Po's que sueñas Madaleno
- 1990 - Cuidado con el chico
- 1990 - El dandy y sus mujeres
- 1990 - Los curanderos
- 1990 - Casanova 2000
- 1990 - El agarratodo
- 1990 - Dando y dando
- 1990 - Para todas tengo
- 1990 - Los aboneros del amor
- 1990 - Cargas prohibidas
- 1990 - Como burro manadero
- 1990 - Encajosa... pero cariñosa
- 1989 - De super macho a super hembra
- 1989 - Mi mujer tiene un amante
- 1989 - El diario íntimo de una cabaretera
- 1989 - Solo para adúlteros
- 1989 - El día de las sirvientas
- 1989 - La portera ardiente
- 1989 - Pasándola bien
- 1989 - Tenorio profesional
- 1988 - Solicito marido para engañar
- 1987 - Días de violencia
- 1987 - Entre vecinos te veas
- 1984 - Noche de carnaval
- 1984 - Un paso al más acá
- 1980 - Buscando un campeón

### Televisión
- 2001 - Atrévete a olvidarme
- 1989 - Carrusel
- 1987-1988 - Rosa salvaje
- 1987 - La indomable
- 1985 - De pura sangre
- 1985 - Tú o nadie
- 1982 - No empujen